# Jon Huber
Pour les articles homonymes, voir Huber.
Jonathon Lloyd Huber (né le 7 juillet 1981 à Sacramento, Californie, États-Unis) est un lanceur de relève droitier au baseball. Il a fait son entrée dans les Ligues majeures en 2006 avec les Mariners de Seattle. Il fait présentement partie des Dodgers de Los Angeles.

## Carrière
Jon Huber est drafté au cinquième tour de sélection par les Padres de San Diego en 2000. Après avoir amorcé une carrière en ligues mineures avec eux, il est échangé le 30 juillet 2004 aux Mariners de Seattle en retour du joueur de troisième but Dave Hansen. 
Huber fait ses débuts dans les majeures avec Seattle le 30 août 2006. Il n'affiche qu'une moyenne de 1,08 points mérités par partie en 16 sorties comme releveur et 16 manches et deux tiers lancées. Il remporte deux décisions et est crédité d'une défaite.
Durant la saison 2007, il est rappelé par les Mariners pour neuf parties. Sa moyenne de points mérités est de 4,76 en onze manches et un tiers au monticule.
Devenu agent libre après une année 2008 passé dans les rangs mineurs, Huber signe tour à tour avec les Tigers de Détroit, les Braves d'Atlanta et les Dodgers de Los Angeles. Il joue dans les mineures pour des clubs-école des Braves, avec qui il signe en juin 2009, et des Dodgers, une organisation qu'il a rejoint en mai 2010.